# The Cut (Londra)
The Cut (formalmente New Cut) è una strada di Londra che collega la Waterloo Road di Lambeth con la Blackfriars Road di Southwark.
È forse maggiormente nota perché si vi trovano l'Old Vic Theatre, alla sua estremità occidentale (Lambeth), e il più sperimentale Young Vic theatre, in una posizione più centrale sulla strada. Il Lewisham and Southwark College (LeSoCo) è presente sul lato meridionale della via e alla sua estremità orientale c'è la stazione della metropolitana di Southwark.
Lower Marsh e The Cut costituiscono il cuore commerciale dell'area sin dal XIX secolo. Una palestra di pugilato situata sopra un pub che si affaccia su The Cut è indicata come la sede in cui furono scritte le regole del Marchese di Queensberry.
The Cut costituisce una parte del tracciato viario B300, tra Borough High Street e Westminster Bridge Road. Tra le strade limitrofe troviamo Baylis Road e Union Street.